# Ostrów Kolonia (gromada)
Ostrów Kolonia (lub Ostrów kolonia) – dawna gromada, czyli najmniejsza jednostka podziału terytorialnego Polskiej Rzeczypospolitej Ludowej w latach 1954–1972.
Gromady, z gromadzkimi radami narodowymi (GRN) jako organami władzy najniższego stopnia na wsi, funkcjonowały od reformy reorganizującej administrację wiejską przeprowadzonej jesienią 1954 do momentu ich zniesienia z dniem 1 stycznia 1973, tym samym wypierając organizację gminną w latach 1954–1972.
Gromadę Ostrów kolonia z siedzibą GRN w Ostrowie kolonii (obecna pisowna Ostrów-Kolonia) utworzono – jako jedną z 8759 gromad na obszarze Polski – w powiecie chełmskim w woj. lubelskim na mocy uchwały nr 7 WRN w Lublinie z dnia 5 października 1954. W skład jednostki weszły obszary dotychczasowych gromad Czarnołozy, Majdan Ostrowski, Ostrów wieś i Ostrów kol. ze zniesionej gminy Rakołupy w tymże powiecie. Dla gromady ustalono 13 członków gromadzkiej rady narodowej.
1 stycznia 1960 gromadę zniesiono, włączając jej obszar do gromad Leśniowice (wieś Majdan Ostrowski oraz wieś i kolonię Ostrów) i Wojsławice (wieś Czarnołozy i kolonię Manesówka) w tymże powiecie.